# グッソーラ
グッソーラ（伊: Gussola）は、イタリア共和国ロンバルディア州クレモナ県にある、人口約2,600人の基礎自治体（コムーネ）。

## 地理

### 位置・広がり

#### 隣接コムーネ
隣接するコムーネは以下の通り。括弧内のPRはパルマ県所属を示す。
- コロルノ (PR)
- マルティニャーナ・ディ・ポー
- サン・ジョヴァンニ・イン・クローチェ
- スカンドラーラ・ラヴァーラ
- シッサ・トレカザーリ (PR)
- ソラローロ・ライネーリオ
- トッリチェッラ・デル・ピッツォ

### 気候分類・地震分類
気候分類では、zona E, 2389 GGに分類される。
また、イタリアの地震リスク階級 (it) では、zona 3 (sismicità bassa) に分類される
。